# AdBlue

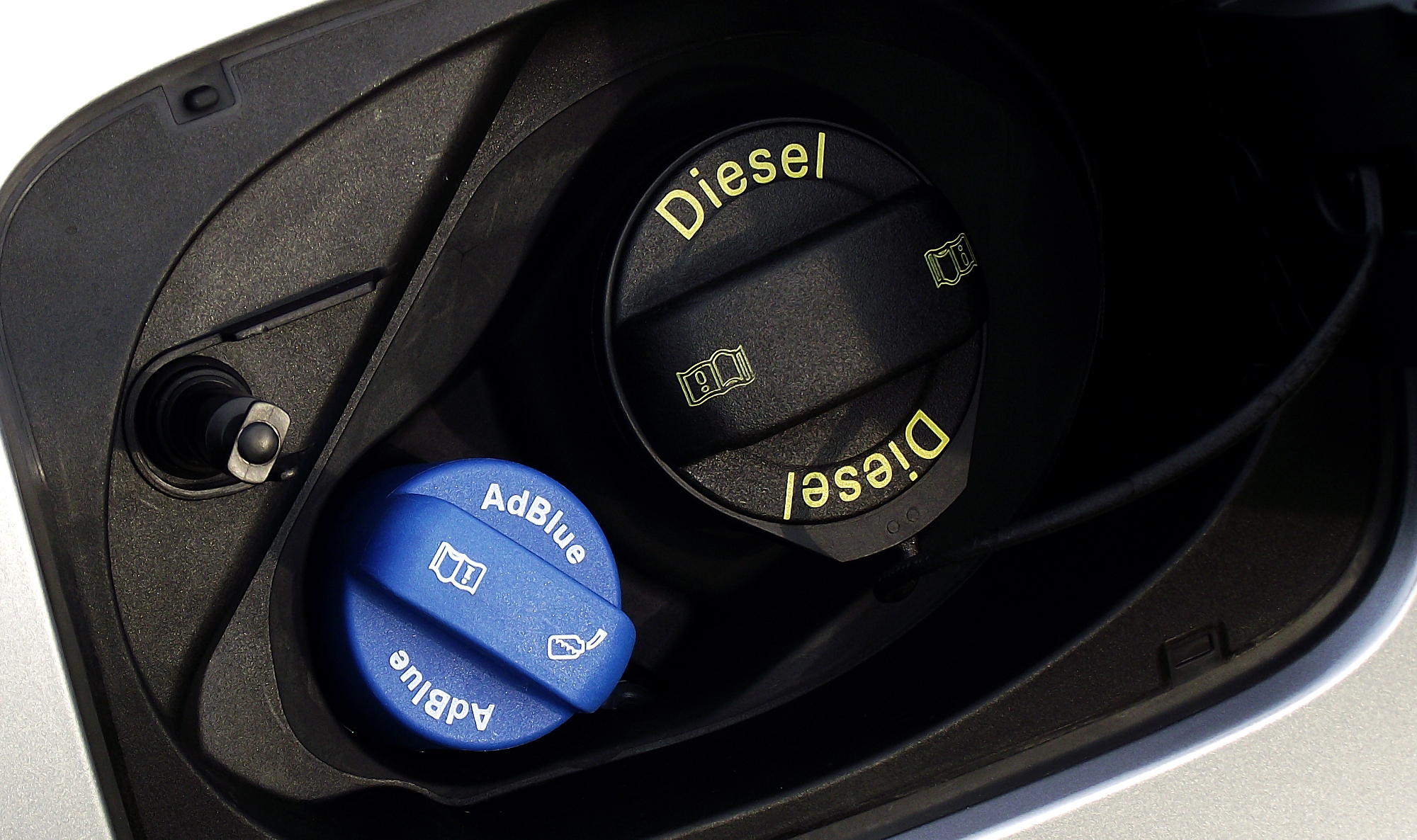
AdBlue-tankdop in een Audi

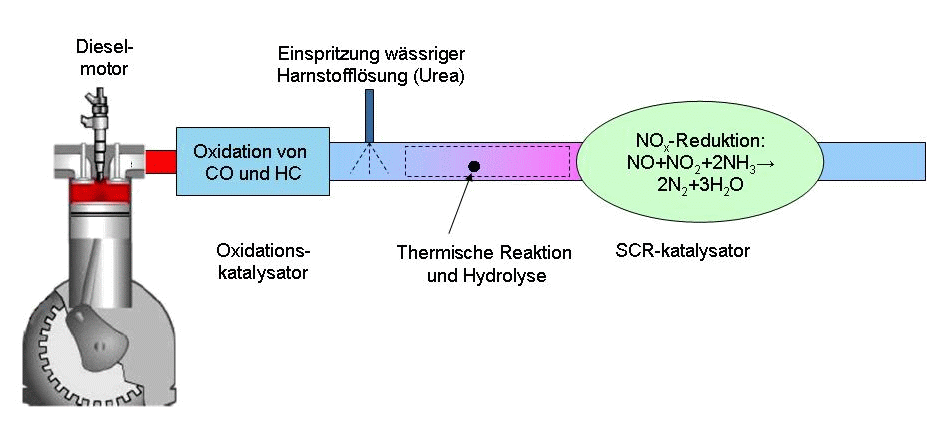
AdBlue-schema

AdBlue is de gedeponeerde handelsnaam voor AUS32, een 32,5%-oplossing van ureum in gedemineraliseerd water, die gebruikt wordt als bijvoeging bij voertuigen die diesel gebruiken, om ze schoner te laten rijden, en aan de emissienormen, zoals die vastgelegd zijn in de Europese emissiestandaard, te voldoen. Zij moeten daartoe wel zijn voorzien van een uitlaatgaskatalysator met SCR-techniek. Het handelsmerk ligt bij de Duitse automobielindustriefederatie VDA. Eind 2022 werd gevreesd voor mogelijke tekorten aan Adblue, vanwege de prijsstijgingen van aardgas, een belangrijke grondstof voor ureum.
AdBlue wordt in een afzonderlijke tank op de vrachtauto's, autobussen, schepen, bestelauto's, landbouwtrekkers en ook personenauto's met een moderne dieselmotor, meegevoerd.

## Werking
Het middel wordt in de hete uitlaatgassen ingespoten vóór een speciale katalysator, de SCR-katalysator. Het ureum CO(NH2)2 wordt gemaakt met ammoniak (NH3) en koolstofdioxide (CO2). Bij een temperatuur van 80 graden Celsius produceert het ureum NH3 (gasvormig ammoniak). De bij de verbranding gevormde stikstofoxiden en het NH3 worden dankzij een chemische reactie omgezet in elementair stikstof en water. 

## Verbruik
Het verbruik van AdBlue is 4 tot 6% van het dieselverbruik. Dit verbruik wijkt aanzienlijk af tussen de verschillende auto's.

## Bewaren
Aan het bewaren van AdBlue worden speciale eisen gesteld, zoals het middel niet aan temperaturen onder de -11 graden Celsius en het aan zonlicht blootstellen. Bij temperaturen boven de 30 graden Celsius kan een afbraakproces van het middel in gang worden gezet.